# Прохладная (река)
Прохла́дная (нем. Frisching — Фришинг) — река в России, протекает по территории Гурьевского, Багратионовского и Правдинского районов Калининградской области. Длина реки — 77 км, площадь водосборного бассейна — 1170 км².

## География и гидрография
Река берёт своё начало на водоразделе рек Прохладной, Байдуковки и Гвардейской, на болоте Целау, в районе бывшей деревни Каммерсбрух севернее посёлка Грушевка. На берегах реки расположены посёлки Заречное, Светлое, Владимирово, Невское, Южный, Чехово. Западнее Чехово разделяется на два рукава, которые вновь соединяются западнее Южного. Впадает в Калининградский залив Балтийского моря у посёлка Ушаково. Ширина в нижнем течении составляет несколько десятков метров. Скорость течения 0,7 — 0,2 м/с.

## Притоки
Почти все притоки реки являются левыми: река Корневка (с притоком Майская), которая впадает в реку в районе берлинской автострады и имеет ширину 5-12 м, река Резвая, впадающая в Прохладную в Невском, реки Великопольная и Покосная, а также много безымянных речушек и ручьёв.

## Фауна
Берега реки обильно заросли тростником. По данным КЦГМС (створ 0,5 км от устья) воды реки незначительно загрязнены лёгкоокисляемой органикой. В реке Прохладной количество видов рыб составляет 38 — щука, плотва, окунь, ёрш, лещ, густера, краснопёрка, жерех, уклея, верховка, чехонь, сиг, ряпушка, налим, корюшка, форель, голец, вьюн, судак, лосось и др.

## Мосты
Наиболее крупные — автомобильный мост в посёлке Ушаково на трассе Калининград — Мамоново, железнодорожный мост, мосты на трассах А-195, А-196, Т-83. На реке имеются несколько разрушенных мостов, как деревянных, так и бетонных, например, южнее Владимирово и в 4 км от Ушаково. Ещё один разрушенный мост (бетонный) находится возле посёлка Мушкино.

## Данные водного реестра
По данным государственного водного реестра России относится к Балтийскому бассейновому округу, водохозяйственный участок реки — Преголя. Относится к речному бассейну реки Неман и рекам бассейна Балтийского моря (российская часть в Калининградской области).
Код объекта в государственном водном реестре — 01010000212104300010794.